# ۱۳۰ (پیش از میلاد)
۱۳۰ (پیش از میلاد) ۱۳۰مین سال قبل از تقویم میلادی است.